# Stratenská dolina
Stratenská dolina je dolina patřící mezi nejkrásnější v Slovenském ráji. Tvoří ji přibližně 14kilometrový úsek mezi Dobšinskou ledovou jeskyní a Dedinkami. V soutěsce Stratenský kaňon meandruje řeka Hnilec.
První umělá cesta soutěskou s 13 mosty byla vybudována v roce 1840 a vedla skalní branou, která byla během bojů v roce 1944 zničena. Soutěskou je dnes průjezd motorových vozidel zakázán, po původní cestě vede cykloobjížďka a silnice č. 67 vede v současnosti přes tunel.